# العثور على فوريستر
فيلم العثور على فورستر (بالإنجليزية: Finding Forrester )‏ فيلم درامي أمريكي أنتج عام 2000 يدور حول قصة حياة مراهق يصادق كاتبًا كبيرًا منعزلاً عن الحياة العامة، وتقود صداقتهما الفتى للتغلب على العنصرية وبلوغ آماله، بينما تقود الكاتب على إنهاء عزلته والعودة للحياة مرةً أخرى

## القصة
و تدور أحداث الفيلم حول الفتى الأسود جمال والاس روب براون القادم ومن أفقر أحياء نيويورك ويتمتع بقدرات عقلية وذكاء كبير، ومع ذلك لا يهتم بدروسه خوفًا من سخرية أصدقائه الفاشلين منه الذين يمضي معهم كل وقته في لعب كرة السلة والتسكع.
وفي تحدٍّ لإثبات شجاعته يدخل جمال إلى إحدى الشقق السكنية وفي تعجله للخروج ينسى حقيبته التي تحمل مذكراته وأفكاره، وحين يعود في اليوم التالي ليأخذها يجد بعض التصحيحات والإرشادات حول طريقة كتابته.
ويتعرف جمال بقاطن الشقة الذي يتولى إرشاده والإشراف على كتاباته في مقابل أن يحتفظ بسرية شخصية هذا الساكن وهو الكاتب والروائي الكبير وليام فوريستر شون كونري الحاصل على جائزة بوليتزر الأدبية عن روايته الوحيدة، وتربط بينهما الصداقة وتدور بينهما نقاشات وأحاديث تقود كل منهما لتغيير مفاهيمه للأفضل ويساعد فوريستر جمال في التغلب على مشاكل العنصرية والشعور بالاضطهاد.
وتبرز قدرات والاس العقلية وتظهر نتائج الاختبار ويحقق نجاحًا مبهرًا غير مألوف بين أقرانه فتعرض عليه إحدى المدارس الخاصة الراقية الانضمام إليها فيقبل وينتقل إلى عالم آخر لم يعتد علية ويصاب بصدمة حضارية في البداية إلا أنه سرعان ما يصبح عضوًا بارزا في فريق كرة السلة، كما يصادق ابنة أحد أعضاء مجلس إدارة المدرسة مما يساعده على الاندماج في هذا المجتمع والعالم الجديد.
وحين يقدم جمال بحثًا أدبيًا كتبه في شقة فوريستر -مخالفًا للاتفاق الذي بينهما أن لا تخرج أي من الأعمال التي يكتبها عنده - يتهمه أستاذه كراوفورد ف. موراي أبراهام بسرقة أعمال كاتب آخر؛ حيث أن البحث مطابق لمقال سبق وإن نُشر لفوريستر في إحدى المجلات الأدبية في الستينيات
وأمام الاتهام الظالم الذي قد ينهي مستقبل الشاب الواعد ويهدد بطرده من المدرسة الراقية يضطر فوريستر لإنهاء عزلته والخروج للذهاب إلى مدرسة جمال لتبرئة ساحته، وتتوالى الأحداث التي تغير حياة كل منهما للأفضل بفضل صداقتهما التي ستمتد للنهاية كما سنشاهد من خلال باقي إحداث الفيلم الإنساني الرائع.

## روابط خارجية
- العثور على فوريستر على موقع IMDb (الإنجليزية)
- العثور على فوريستر على موقع ميتاكريتيك (الإنجليزية)
- العثور على فوريستر على موقع روتن توميتوز (الإنجليزية)
- العثور على فوريستر على موقع نتفليكس (الإنجليزية)
- العثور على فوريستر على موقع قاعدة بيانات الأفلام العربية
- العثور على فوريستر على موقع ألو سيني (الفرنسية)
- العثور على فوريستر على موقع Turner Classic Movies (الإنجليزية)
- العثور على فوريستر على موقع أول موفي (الإنجليزية)
- العثور على فوريستر على موقع بوكس أوفيس موجو (الإنجليزية)
- العثور على فوريستر على موقع فيلمافينيتي (الإسبانية)